# MHL (2018/2019)
Sezon Młodzieżowej Hokejowej Ligi 2018/2019 – dziesiąty sezon juniorskich rozgrywek MHL o Puchar Charłamowa.

## Uczestnicy
W porównaniu do poprzedniego sezonu nie doszło do ubytków drużyn oraz przyjęć nowych zespołów i pozostało 33 drużyn. Drużynę SKA-Sieriebrianyje Lwy Sankt Petersburg zastąpiła drużyna SKA-Wariagi, a Kunlun Red Star Junior został zastąpiony przez KRS Heilongjiang.
W Konferencji Zachód skupiono 17 zespołów, a w Konferencji Wschód ulokowano 16 drużyn. Pomimo umownego zestawienia drużyn w konferencjach o charakterze geograficznym, nie wszystkie zespoły są przynależne do tychże miejsc (np. drużyna z Chabarowska czy chińska z Pekinu zostały przyporządkowane do Konferencji Zachód).
| Ałmaz Czerepowiec                 | Czerepowiec      | Jewgienij Stawrowski  | Siewierstal Czerepowiec    |  |
| Amurskie Tigry Chabarowsk         | Chabarowsk       | Andriej Kisielow      | Amur Chabarowsk            |  |
| Atłanty Mytiszczi                 | Mytiszczi        | Władimir Potapow      |                            |  |
| Czajka Niżny Nowogród             | Niżny Nowogród   | Toivo Suursoo         | Torpedo Niżny Nowogród     |  |
| MHK Dinamo Sankt Petersburg       | Petersburg       | Wiktor Bielakow       |                            |  |
| MHK Dinamo Moskwa                 | Moskwa           | Alaksandr Żuryk       | Dinamo Moskwa              |  |
| Kapitan Stupino                   | Stupino          | Leonid Bieriesniew    | CSKA Moskwa                |  |
| Krasnaja Armija Moskwa            | Moskwa           | Albiert Leszczow      | CSKA Moskwa                |  |
| Krylja Sowietow Moskwa            | Moskwa           | Andriej Potajczuk     |                            |  |
| Łoko Jarosław                     | Jarosław         | Dmitrij Krasotkin     | Łokomotiw Jarosław         |  |
| KRS Heilongjiang                  | Pekin            | Andriej Parfionow     | Kunlun Red Star            |  |
| HK Rīga                           | Ryga             | Aigars Cipruss        | Dinamo Ryga                |  |
| Russkie Witiazi Czechow           | Czechow          | Maksim Biec           | Witiaź Czechow             |  |
| SKA-1946 Sankt Petersburg         | Petersburg       | Aleksandr Sawczenkow  | SKA Sankt Petersburg       |  |
| SKA-Wariagi                       | Petersburg       | Lew Bierdiczewski     |                            |  |
| MHK Spartak Moskwa                | Moskwa           | Władimir Tiurikow     | Spartak Moskwa             |  |
| Tajfun                            | Władywostok      | Igor Gawriłow         |                            |  |
| Konferencja Wschód                |                  |                       |                            |  |
| Ałtaj                             | Ust-Kamienogorsk | Aleksandr Artiomienko | Torpedo Ust-Kamienogorsk   |  |
| Awto Jekaterynburg                | Jekaterynburg    | Witalij Sołowjow      | Awtomobilist Jekaterynburg |  |
| Biełyje Miedwiedi Czelabińsk      | Czelabińsk       | Maksim Smielnicki     | Traktor Czelabińsk         |  |
| Irbis Kazań                       | Kazań            | Andriej Makarow       | Ak Bars Kazań              |  |
| Kuznieckie Miedwiedi Nowokuźnieck | Nowokuźnieck     | Aleksiej Kołedajew    | Mietałłurg Nowokuźnieck    |  |
| Ładja Togliatti                   | Togliatti        | Aleksiej Aleksiejew   | Łada Togliatti             |  |
| Mamonty Jugry Chanty-Mansyjsk     | Chanty-Mansyjsk  | Dmitrij Burłucki      | Jugra Chanty-Mansyjsk      |  |
| Omskie Jastrieby                  | Omsk             | Jurij Panow           | Awangard Omsk              |  |
| Rieaktor Niżniekamsk              | Niżniekamsk      | Wiaczesław Kasatkin   | Nieftiechimik Niżniekamsk  |  |
| Sarmaty Orenburg                  | Orenburg         | Artur Oktiabriow      | HK Orienburżje             |  |
| Sibirskie Snajpiery Nowosybirsk   | Nowosybirsk      | Jarosław Luzienkow    | Sibir Nowosybirsk          |  |
| Snieżnyje Barsy Astana            | Astana           | Siergiej Starygin     | Barys Astana               |  |
| Sputnik Almietjewsk               | Almietjewsk      | Eduard Dmitrijew      | Nieftianik Almietjewsk     |  |
| Stalnyje Lisy Magnitogorsk        | Magnitogorsk     | Dmitrij Stułow        | Mietałłurg Magnitogorsk    |  |
| Tiumienski Legion                 | Tiumeń           | Władimir Gusiew       | Rubin Tiumeń               |  |
| Tołpar Ufa                        | Ufa              | Alik Gariejew         | Saławat Jułajew Ufa        |  |

## Sezon zasadniczy
W sezonie zasadniczym każda drużyna z Konferencji Zachód rozegrała 64 meczów, a każdy zespół z Konferencji Wschód zagrał 60 meczów. W Konferencji Zachód pierwsze miejsce zajął SKA-1946 (105 pkt.), a w Konferencji Wschód triumfowały Mamonty Jugry (98 pkt.).

## Faza play-off
Do fazy play-off zakwalifikowało się 16 drużyn tj. po 8 drużyn z każdej konferencji. W finale Łoko Jarosław pokonało Awto Jekaterynburg w meczach 4:3, zdobywając Puchar Charłamowa. W ostatnim, siódmym meczu finałów 24 kwietnia 2019 w Jekaterynburgu triumfatorzy wygrali 1:0, a zwycięskiego gola zdobył Maksim Dienieżkin w 23 min. 44 sek.. Rywalizacji o trzecie miejsce nie rozgrywano.

## Zawodnicy miesięcy
W trakcie sezonu przyznawano nagrody indywidualne w trzech kategoriach odnośnie do pozycji zawodników (bramkarz, obrońca, napastnik) za czas poszczególnych miesięcy osobno dla graczy z obu konferencji.
| Miesiąc     | Bramkarz                                                                        | Obrońca                                                                               | Napastnik                                                                          |
| ----------- | ------------------------------------------------------------------------------- | ------------------------------------------------------------------------------------- | ---------------------------------------------------------------------------------- |
| Wrzesień    | Z – Nikita Łysienkow (SKA-1946) W – Dmitrij Braginski (Tołpar)                  | Z – Wieniamin Baranow (MHK Dinamo St. Petersburg) W – Gleb Babincew (Stalnyje Lisy)   | Z – Siergiej Gonczaruk (Atłanty) W – Arsien Chisamutdinow (Rieaktor)               |
| Październik | Z – Dmitrij Szugajew (Ałmaz) W – Ilja Stupin (Mamonty)                          | Z – Aleksandr Nikiszyn (MHK Krylja) W – Władisław Katin (Mamonty)                     | Z – Anton Wasiljew (MHK Dinamo St. Petersburg) W – Ilja Badanin (Omskie Jastrieby) |
| Listopad    | Z – Dmitrij Szugajew (Ałmaz) W – Szamil Szmakow (Sibirskie Snajpiery)           | Z – Gleb Kożemiakin (Russkie Witiazi) W – Mark Janczewski (Stalnyje Lisy)             | Z – Władisław Fiodorow (Ałmaz) W – Nikita Rożkow (Stalnyje Lisy)                   |
| Grudzień    | Z – Makar Czufarow (MHK Dinamo St. Petersburg) W – Konstantin Kuzmauł (Mamonty) | Z – Gleb Malcew (Tajfun) W – Ildar Abdiejew (Tołpar)                                  | Z – Władisław Fiodorow (Ałmaz) W – Nikita Rożkow (Stalnyje Lisy)                   |
| Styczeń     | Z – Kirył Uscimienka (MHK Dinamo St. Petersburg) W – Władimir Gałkin (Awto)     | Z – Artiom Malcew (Kapitan) W – Danił Szczokin (Omskie Jastrieby)                     | Z – Michaił Szałagin (MHK Spartak) W – Siergiej Gołodniuk (Mamonty)                |
| Luty        | Z – Nikita Łysienkow (SKA-1946) W – Władisław Szczerbakow (Sibirskie Snajpiery) | Z – Wieniamin Baranow (MHK Dinamo St. Petersburg) W – Samat Danijar (Snieżnyje Barsy) | Z – Michaił Szałagin (MHK Spartak) W – Batyrłan Muratow (Snieżnyje Barsy)          |